# Institut National des Etudes et Recherches Agronomiques

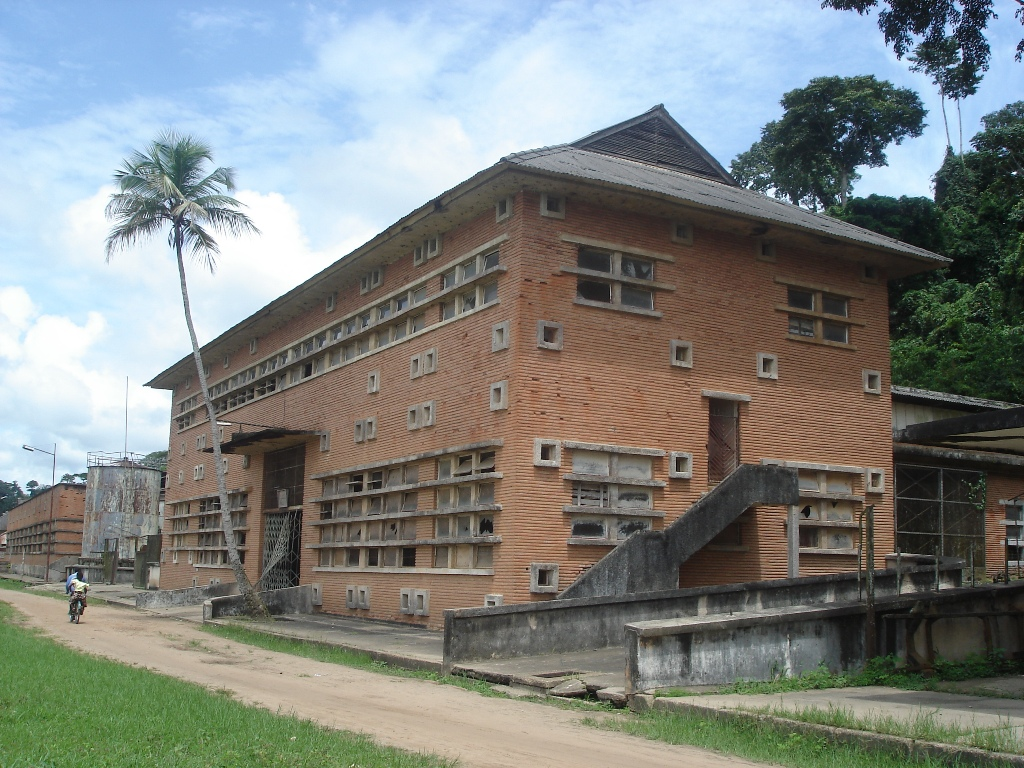
Institut national des études et recherches agronomique, dépôt, Yangambi (2011)

L'Institut National des Etudes et Recherches Agronomiques (INERA) est un établissement d'enseignement supérieur basé dans la ville de Kinshasa, en République démocratique du Congo. Elle est spécialisée dans l'ingénierie agricole, les sciences biologiques et les sciences de la terre. Outre son siège à Kinshasa, elle dispose de stations de recherche à M'vuazi (Kongo Central), Gandajika (Lomami), Yangambi (Tshopo), Nioka (Ituri) et Mulungu (Sud-Kivu).
Fondée en 1926 sous le nom de «Régie des Plantations de la Colonie» (REPCO), elle est transformée le 22 décembre 1933 en «Institut national pour l'étude agronomique du Congo belge» (INÉAC). Le 31 décembre 1962, l'INÉAC change son nom en «Institut National des Etudes et Recherches Agronomiques» (INERA). Toujours à Yangambi, la crise congolaise entraîne le transfert progressif du siège de l'institut à Kinshasa, opération achevée en 1971. L'INERA de Yangambi reste un pôle de recherche lié à Kinshasa, l'Institut Facultaire des Sciences Agronomiques de Yangambi (IFA-Yangambi) étant créé parallèlement.

## Historique

### Contexte
L'institut prend la suite des stations expérimentales de Lula, fondée en 1911, qui comptait 113 hectares de café, et à une échelle réduite dans celle de Lemba, à l'altitude de 450 mètres mais aussi de la Régie des plantations de la colonie, créée par l'arrêté royal du 3 décembre 1926, pour regrouper les plantations expérimentales publiques, qui donnent un bénéfice de 1,2 million de francs belges, à Gazi, Lula, et Barumbu et Yangambi, où est installée en 1926 une « station de sélection », pour l'amélioration des variétés cultivées. Ces établissements ont notamment réintroduit en 1916 ou 1917 des cultivars de robusta au Congo sélectionnés par les Néerlandais à Java. Une station de recherche agricole, établie en 1925 dans le Kivu, à 30 kilomètres de Bukavu, a étudié la croissance de plusieurs produits tropicaux, parmi lesquels le café robusta. Dès 1930, des travaux de sélection sont menées à partir des variétés de café sélectionnées en Indonésie et des caféiers poussant naturellement dans les forêts congolaises. Ces recherches favorisent la diffusion du robusta au Congo, avant la fondation de l'INEAC.

### Création
Il a été créé au Congo belge par l'arrêté royal du 22 décembre 1933 et mis en place le 23 mars 1934 sous l’impulsion du futur roi Léopold III.

### Développement
Sur l’ensemble du territoire du Congo belge et du Ruanda-Urundi, l’INEAC développe un réseau de trente-sept stations de recherche dont la plus importante se situe à Yangambi.

### Période de crise congolaise
En raison de l’indépendance du Congo en 1960, suivi de celle du Ruanda-Urundi, l'institut a subi une reformulation le 31 décembre 1962 et renommé INERA.
Toujours à Yangambi, la crise congolaise entraîne le transfert progressif du siège de l'institut à Kinshasa, opération achevée en 1971. L'INERA de Yangambi reste un pôle de recherche lié à Kinshasa, l'Institut Facultaire des Sciences Agronomiques de Yangambi (IFA-Yangambi) étant créé parallèlement.

## Domaine de recherche
Les domaines de recherche vont de l’entomologie agricole à la biométrie, en passant par l’hévéaculture, le génie rural ou encore la botanique et la foresterie.

## Présidents-directeurs généraux
- 1935-1946 : Auguste Tilkens[6].
- 1949-1962 : Floribert Jurion[7].